# Miss Messico
Miss Messico è il titolo con il quale vengono identificate le rappresentanti del Messico nei concorsi di bellezza internazionali. Tali rappresentanti vengono scelte attraverso dei concorsi nazionali: Nuestra Belleza México (in precedenza chiamato Señorita México) che seleziona le rappresentanti per Miss Mondo, Miss Universo e Miss International e Miss Terra Messico che seleziona le rappresentanti per Miss Terra.

## Señorita México
Señorita México è stato il concorso di bellezza nazionale messicano, svolto annualmente dal 1952 al 2005, Dal 1952 al 1993, il concorso selezionava le delegate nazionali per i concorsi internazionali Miss Universo, Miss Mondo e Miss International, oltre che per altri concorsi minori. Dopo l'incoronazione di Lupita Jones, prima Miss Universo messicana, ci fu una disputa fra la vincitrice e l'organizzazione relativa ad alcuni aspetti economici della vincita, che portò ad una rottura fra l'organizzazione ed il canale televisivo Televisa. Quando i diritti di trasmissione del concorso furono rilevati da TV Azteca, fu creato un concorso concorrente chiamato Nuestra Belleza México, di cui successivamente assunse la direzione Lupita Jones, con la sponsorizzazione del network Televisa. Nel 1994 Señorita México perse il franchise di Miss Universo, che fu rilevato da Nuestra Belleza México, che divenne quindi il concorso ufficiale per la selezione della rappresentante messicana per Miss Universo. Successivamente Nuestra Belleza México ottenne anche i diritti di Miss Mondo e Miss International.
| Anno | Vincitrice                   | Provenienza      | Piazzamento/Note |
| ---- | ---------------------------- | ---------------- | ---------------- |
| 1994 | Fabiola Pérez Rovirosa       | Chihuahua        |                  |
| 1993 | Angelina González Guerrero   | Campeche         |                  |
| 1992 | Mónica Zúñiga Arriaga        | Hidalgo          |                  |
| 1991 | Lupita Jones                 | Baja California  | Vincitrice       |
| 1990 | Marilé del Rosario Santiago  | Tlaxcala         | Top 6            |
| 1989 | Adriana Abascal López        | Veracruz         | 5ª classificata  |
| 1988 | Amanda Olivares Phillips     | Puebla           | 3ª classificata  |
| 1987 | Cynthia Fallon García        | Distrito Federal |                  |
| 1986 | Connie Carranza Ancheta      | Sonora           |                  |
| 1985 | Yolanda de la Cruz Cardenas  | Sinaloa          |                  |
| 1984 | Elizabeth Broden Ibáñez      | Sinaloa          |                  |
| 1983 | Mónica Rosas Torres          | Durango          |                  |
| 1982 | Carmen López Flores          | Distrito Federal |                  |
| 1981 | Judith Grace González Hicks  | Nuevo León       |                  |
| 1980 | Ana Patricia Núñez Romero    | Sonora           |                  |
| 1979 | María Luisa Díaz Tejeda      | Nayarit          |                  |
| 1978 | Alba Margarita Cervera Lavat | Yucatán          | Top 12           |
| 1977 | Felicia Mercado Aguado       | Baja California  |                  |
| 1976 | Carla Jean Evert Reguera     | Guerrero         |                  |
| 1975 | Delia Servín Nieto           | Sinaloa          |                  |
| 1974 | Lupita Elorriaga Valdéz      | Sinaloa          |                  |
| 1973 | Rossana Villares Moreno      | Yucatán          |                  |
| 1972 | María Orozco Quibrera        | Chihuahua        |                  |
| 1971 | Maria Luisa López Corzo      | Distrito Federal |                  |
| 1970 | Zulema López Montemayor      | Sinaloa          |                  |
| 1969 | Gloria Hernández Martín      | Guanajuato       |                  |
| 1968 | Perla Aguirre Muñoz          | Distrito Federal |                  |
| 1967 | Valentina Valdés Duarte      | Yucatán          |                  |
| 1959 | Mirna García Dávila          | Distrito Federal |                  |
| 1958 | Leticia Risser Corredor      | Distrito Federal |                  |
| 1957 | Irma Arévalo                 | Distrito Federal |                  |
| 1956 | Erna Martha Baumann          | Distrito Federal | Top 15           |
| 1955 | Yolanda Mayen                |                  |                  |
| 1954 | Elvira Castillo Olivera      | Distrito Federal |                  |
| 1953 | Ana Bertha Lepe Jiménez      | Jalisco          | 4ª classificata  |
| 1952 | Olga Llorens Pérez           | Chihuahua        | Top 10           |

≈ Ha gareggiato a Miss Mondo

× Non ha partecipato

## Nuestra Belleza México
Nuestra Belleza México è un concorso di bellezza femminile che si tiene annualmente in  Messico e che dal 1994 seleziona le rappresentanti nazionali per i concorsi di Miss Universo, Miss Mondo e Miss International. La direzione artistica del concorso è curata da Lupita Jones, unica Miss Universo messicana, e con la sponsorizzazione del canale televisivo Televisa. Oltre al titolo del 1991 di Lupita Jones, l'organizzazione ha prodotto un'altra Miss Universo nel 2010 e due Miss International nel 2007 e nel 2009. Tra le partecipanti che hanno ottenuto visibilità dalla partecipazione c'è Vanessa Huppenkothen, poi diventata giornalista televisiva.

### Rappresentanti per Miss Universo
| Anno | Vincitrice                           | Provenienza              | Piazzamento     |
| ---- | ------------------------------------ | ------------------------ | --------------- |
| 2020 | Alma Andrea Meza Carmona             | Chihuahua                | Vincitrice      |
| 2019 | Sofía Montserrat Aragón Torres       | Guadalajara              | 3ª classificata |
| 2018 | Andrea Toscano Ramírez               | Colima                   |                 |
| 2017 | Denisse Iridane Franco Piña          | Sinaloa                  |                 |
| 2016 | Yuselmi Kristal Silva Dávila         | Tamaulipas               | Top 9           |
| 2015 | Wendolly Esparza Delgadillo          | Aguascalientes           | Top 15          |
| 2014 | Josselyn Azzeneth Garciglia Bañuelos | Bassa California del Sud |                 |
| 2013 | Cynthia Lizeth Duque Garza           | Nuevo León               |                 |
| 2012 | Karina González Muñoz                | Aguascalientes           | Top 10          |
| 2011 | Karin Ontiveros Meza                 | Jalisco                  |                 |
| 2010 | Jimena Navarrete                     | Jalisco                  | Vincitrice      |
| 2009 | Karla Carrillo González              | Jalisco                  |                 |
| 2008 | Elisa Nájera Gualito                 | Guanajuato               | 5ª classificata |
| 2007 | Rosa María Ojeda Cuen                | Sinaloa                  | Top 10          |
| 2006 | Priscila Perales Elizondo            | Nuevo León               | Top 10          |
| 2005 | Laura Elizondo Erhard                | Tamaulipas               | 4ª classificata |
| 2004 | Rosalva Luna Ruiz                    | Sinaloa                  | Top 15          |
| 2003 | Marisol González Casas               | Coahuila                 |                 |
| 2002 | Ericka Cruz Escalante                | Yucatán                  |                 |
| 2001 | Jacqueline Bracamontes van Hoorde    | Jalisco                  |                 |
| 2000 | Leticia Murray Acedo                 | Sonora                   |                 |
| 1999 | Silvia Salgado Cavazos               | Nuevo León               | Top 10          |
| 1998 | Katty Fuentes García                 | Nuevo León               |                 |
| 1997 | Rebeca Tamez Jones                   | Tamaulipas               |                 |
| 1996 | Vanessa Guzmán Niebla                | Chihuahua                | Top 6           |
| 1995 | Luz María Zetina Lugo                | Messico                  |                 |

### Rappresentanti per Miss Mondo
| Anno | Vincitrice                              | Provenienza      | Piazzamento     |
| ---- | --------------------------------------- | ---------------- | --------------- |
| 2012 | Mariana Berumen Reynoso                 | Guanajuato       |                 |
| 2011 | Gabriela Palacio Díaz (sostituta)       | Aguascalientes   |                 |
| 2011 | Cynthia de la Vega Oates (detronizzata) | Nuevo León       |                 |
| 2010 | Anabel Solís Sosa                       | Yucatán          |                 |
| 2009 | Perla Beltrán Acosta                    | Sinaloa          | 2ª classificata |
| 2008 | Anagabriela Espinoza Marroquín          | Nuevo León       | Top 15          |
| 2007 | Carolina Morán Gordillo                 | Colima           | 3ª classificata |
| 2006 | Karla Jiménez Amezcua                   | Puebla           | Top 17          |
| 2005 | Dafne Molina Lona                       | Distrito Federal | 2ª classificata |
| 2004 | Yessica Ramírez Meza                    | Baja California  | Top 15          |
| 2003 | Erika Honstein García                   | Sonora           |                 |
| 2002 | Blanca Zumárraga Contreras              | Puebla           |                 |
| 2001 | Tatiana Rodríguez Romero                | Campeche         |                 |
| 2000 | Paulina Flores Arias                    | Sinaloa          |                 |
| 1999 | Danette Velasco Bataller                | Distrito Federal |                 |
| 1998 | Vilma Zamora Suñol                      | Guanajuato       |                 |
| 1997 | Blanca Soto Benavides                   | Morelos          |                 |
| 1996 | Yessica Salazar González                | Jalisco          | Top 10          |
| 1995 | Alejandra Quintero Velasco              | Nuevo León       | Top 10          |

### Rappresentanti per Miss International
| Anno | Vincitrice                     | Provenienza         | Piazzamento |
| ---- | ------------------------------ | ------------------- | ----------- |
| 2011 | Karen Higuera Contreras        | Baja California Sur |             |
| 2010 | Gabriela Palacio Díaz          | Aguascalientes      |             |
| 2009 | Anagabriela Espinoza Marroquín | Nuevo León          | Vincitrice  |
| 2008 | Lorenza Bernot Krauze          | Morelos             |             |
| 2007 | Priscila Perales Elizondo      | Nuevo León          | Vincitrice  |
| 2000 | Leticia Murray Acedo           | Sonora              | Top 15      |
| 1999 | Graciela Soto Cámara           | Morelos             |             |

## Miss Terra Messico
Miss Terra Messico è un concorso di bellezza femminile che si tiene in Messico ogni anno. Istituito nel 2002, la vincitrice del concorso ottiene il diritto di rappresentare la propria nazione al concorso Miss Terra. Tuttavia la prima edizione di Miss Terra Messico che ha coinvolto l'intera nazione si è tenuta solo nel 2007. Prima di allora quasi tutte le partecipanti provenivano dallo stato dello Yucatán, dove si teneva il concorso.
| Anno | Vincitrice                   | Stato            | Piazzamento     |
| ---- | ---------------------------- | ---------------- | --------------- |
| 2010 | Claudia López Mollinedo      | Tabasco          |                 |
| 2009 | Natalia Quiñones Pérez       | Jalisco          |                 |
| 2008 | Abigail Elizalde Romo        | Coahuila         | 3ª classificata |
| 2007 | María Fernanda Cánovas Leal  | Tamaulipas       |                 |
| 2006 | Alina García Valdez          | Yucatán          |                 |
| 2005 | Lorena Jaime Hochstrasser    | Yucatán          |                 |
| 2004 | Valentina Cervera Avila      | Yucatán          |                 |
| 2003 | Lorena Irene Velarde Briceño | Jalisco          |                 |
| 2002 | Libna Viruega Roldán         | Distrito Federal |                 |